# Antonín Vodička
Antonín Vodička (Vršovice, Imperio austrohúngaro, 1 de marzo de 1907-9 de agosto de 1975) fue un futbolista y entrenador de hockey sobre hielo
checoslovaco. En su etapa como jugador profesional se desempeñaba como centrocampista.
Entre 1948 y 1949, trabajó como entrenador y funcionario de hockey sobre hielo. Con el LTC Praga, ganó el campeonato checoslovaco en la temporada 1948-49. Con la selección checoslovaca de hockey sobre hielo, ganó el campeonato mundial y europeo en 1949. Sin embargo, solo era un "entrenador de papel", ya que los equipos fueron supervisados por Vladimír Zábrodský, el entrenador de facto.

## Selección nacional
Fue internacional con la selección de fútbol de Checoslovaquia en 18 ocasiones. Formó parte de la selección subcampeona de la Copa del Mundo de 1934, pese a no haber jugado ningún partido durante el torneo.

### Participaciones en Copas del Mundo
| Mundial                        | Sede   | Resultado  | Partidos | Goles |
| ------------------------------ | ------ | ---------- | -------- | ----- |
| Copa Mundial de Fútbol de 1934 | Italia | Subcampeón | 0        | 0     |

## Clubes
| Club          | País                              | Año       |
| ------------- | --------------------------------- | --------- |
| Slavia Praga  | Checoslovaquia                    | 1925-1938 |
| Hvězda Košíře | Protectorado de Bohemia y Moravia | 1938-1939 |

## Palmarés

### Campeonatos nacionales
| Título           | Club         | País           | Año  |
| ---------------- | ------------ | -------------- | ---- |
| Primera División | Slavia Praga | Checoslovaquia | 1929 |
| Primera División | Slavia Praga | Checoslovaquia | 1930 |
| Primera División | Slavia Praga | Checoslovaquia | 1931 |
| Primera División | Slavia Praga | Checoslovaquia | 1933 |
| Primera División | Slavia Praga | Checoslovaquia | 1934 |
| Primera División | Slavia Praga | Checoslovaquia | 1935 |
| Primera División | Slavia Praga | Checoslovaquia | 1937 |

### Copas internacionales
| Título                 | Club         | Sede               | Año  |
| ---------------------- | ------------ | ------------------ | ---- |
| Copa de Europa Central | Slavia Praga | Budapest (Hungría) | 1938 |